# 顾承甫
顾承甫（1944年5月3日—），中国上海市人。出生于中国上海虹口区。中国知名历史学家、知名文化人、教育工作者、高级编审。 1978年考入上海复旦大学历史系攻读研究生。具有影响力的著作包括：《话说中国-群英荟萃》、《入唐求法巡礼行記》、《十大名山》、《真假三国》、《旅游文化探胜》、《沪上岁时风俗》、《老上海饮食》、《与古人同游》、《明清社会文化生态》等，参与编写包括：《故事会》、《咬文嚼字》、《旅游天地》、《五角丛书》等。并多次在《读书》、《新民晚报》夜光杯等栏目刊登文章。